# 陳鍾盛
陳鍾盛，字稚德，号懷我，江西撫州府临川县人。明末政治人物。

## 生平
萬曆四十七年（1619年）己未科进士，初授海豐縣知縣，調廣州府番禺縣知县，丁祖父憂歸，服闋，改任松江府教授，升國子監助教，弹劾魏忠贤在太學前建生祠，侵占御道非法。魏败，崇禎元年（1628年），升任禮部主事，教習駙馬鞏永固。以上言掌駙馬府内臣諸要挾狀，拂璫意降調，旋補南兵部主事，擢禮部郎中，歷知蘇州府、登州府。皮島兵變，叛軍謀划從登州入海，鍾盛預先為守禦防備，登州得保無恙，陞山東曹濮道副使卒。

## 著作
著有《问天集》、《四六采腴》、《奚囊便览》、《天文镜》、《剪灯记训》等。

## 家族
祖父陳文燧。